# Satkhira (zila)
Satkhira is een district (zila) in de divisie Khulna van Bangladesh. Het district telt ongeveer 2 miljoen inwoners en heeft een oppervlakte van 3858 km². De hoofdstad is de stad Satkhira

## Bestuurlijk
Satkhira is onderverdeeld in 7 upazila (subdistricten), 79 unions, 1436 dorpen en 2 gemeenten.
Subdistricten: Satkhira Sadar, Assasuni, Debhata, Kalaroa, Kaliganj, Shyamnagar en Tala